# Conquista de Toledo (1085)

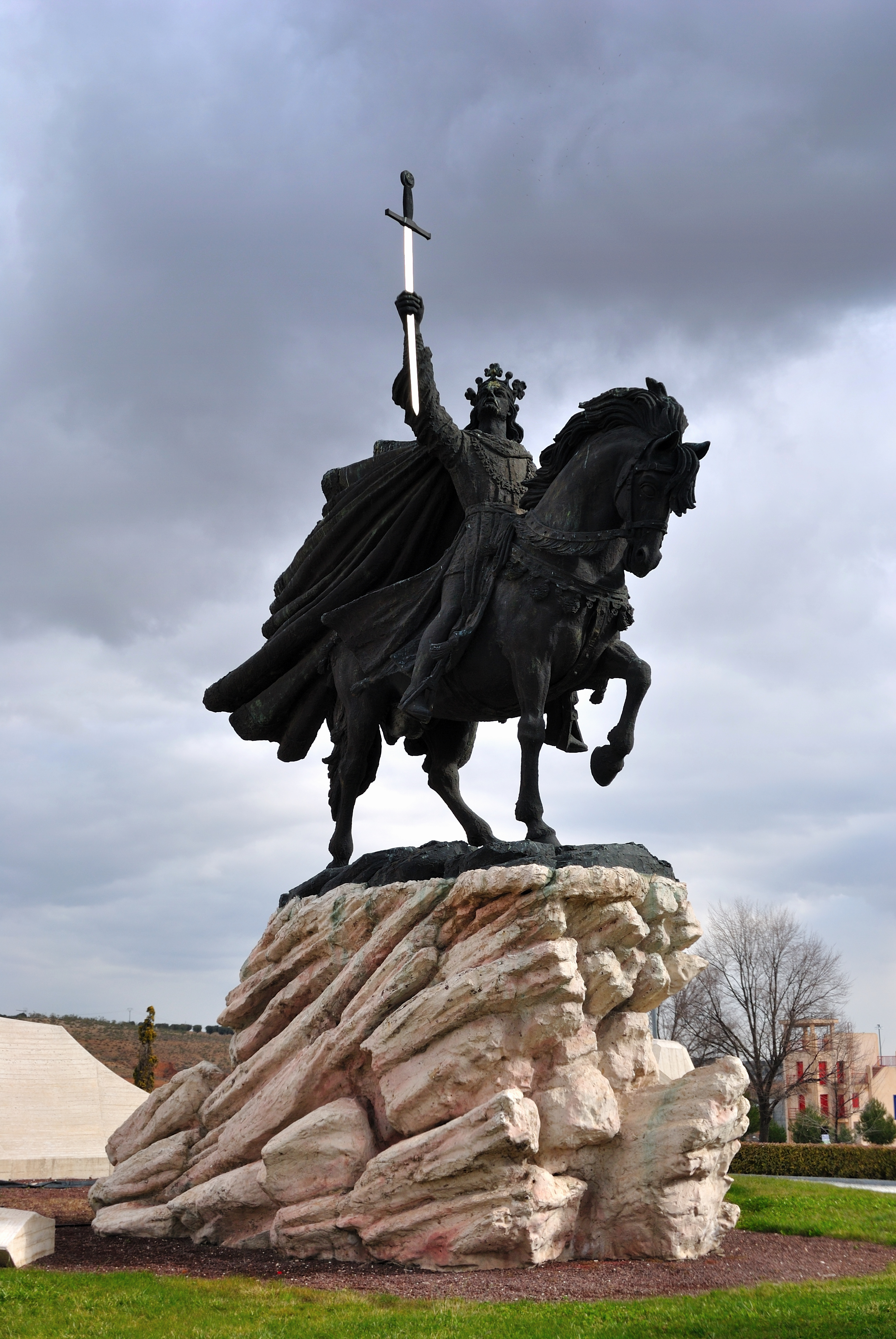
Estatua de Alfonso VI en Toledo

La conquista de Toledo a manos del reino de León fue un hecho que se produjo el 6 de mayo de 1085 bajo el gobierno de Alfonso VI, que desalojó de manera definitiva a las fuerzas musulmanas de Al-Qádir, emir de la Taifa de Toledo.

## Antecedentes
La Taifa de Toledo y la de Sevilla aspiraban a unir a sus dominios el resto de taifas. Al-Mamún de Toledo ocupó la Taifa de Valencia en 1064 y la Taifa de Córdoba fue agregada a los dominios de Al-Mu'tamid de Sevilla en 1070.
Alfonso VI de León había recibido protección de Al-Mamún cuando huyó de su hermano Sancho II de Castilla, con quien se disputaba las tierras que Fernando I de León había repartido entre sus hijos, siguió una política de apoyo a todos contra todos en su exclusivo beneficio. En 1075 Al-Mamún fue envenenado en Córdoba, asumiendo el reinado su nieto Al-Qádir, que se consideró bastante fuerte en sus dominios como para prescindir del rey cristiano y expulsó de Toledo a los partidarios de la colaboración con los cristianos. Estos provocaron una revuelta en Valencia, que se declaró independiente bajo el mando de Abu-Bakr ibn Abd-al-Aziz. La taifa de Toledo, sin el apoyo cristiano, perdió las tierras cordobesas y las provincias del sur en 1077, además de ser atacada por Al-Mutawakkil ibn al-Aftas, rey de la Taifa de Badajoz.
Al-Qádir se vio forzado a pedir ayuda al rey de León, produciéndose la fractura de la población: los musulmanes querían romper la alianza con León y acercarse a los otros reinos musulmanes, mientras que los mozárabes y judíos eran partidarios de la alianza e incluso de la anexión a León.
Al-Mutawakkil entró en la ciudad en 1080, mientras Al-Qádir se refugiaba en Cuenca. En 1081 Al-Mutawakkil, que había permanecido los últimos diez meses en Toledo, marchó a Badajoz y los leoneses contraatacaron y tomaron la zona del río Tajo ocupando Madrid y Talavera y estableciendo fortificaciones en Escalona (1081-1082).

## El asedio
El 1082 las tropas leonesas reconquistaron Coruche, varias fortalezas en la zona de Talavera y otros puntos y entraron en la capital, donde colocaron como rey vasallo a Al-Qádir. El rey de León exigió a los sevillanos la evacuación de los territorios toledanos que ocupaban (la moderna provincia de Ciudad Real y una parte de la de Cuenca) y ante la negativa declaró la guerra a la Taifa de Sevilla. Una incursión de tropas leonesas llegó hasta Tarifa.
El nuevo rey taifa toledano cedió al rey de León los territorios al norte del Tajo (Madrid, Escalona, Madinat Salim...) e incluso algunas fortalezas al sur del río a cambio de Valencia. Finalmente cedió Toledo a Alfonso VI de León a cambio de Valencia. Ante este acuerdo, los toledanos opuestos a la colaboración de Alfonso VI con Al-Qádir solicitaron el apoyo de Al-Muqtadir, Al-Mu'tamid y Al-Mutawakkil mientras la otra parte de la población, cansada de las continuas guerras, aceptaba la entrega de Toledo a Alfonso VI de León, siempre que este simulara tomarla por la fuerza, para evitar que los toledanos fueran acusados de traicionar a la causa musulmana, conscientes de la pérdida de prestigio que supondría para el islam la cesión de Toledo.
En aquel momento, el Reino de León se consideraba el heredero directo del Reino visigodo de Toledo, por lo que tenía la intención de recuperar para sí la capital de dicho antiguo reino. En León se continuaba aplicando la legislación de carácter romanovisigoda diferenciada de la del condado de  Castilla, basada en las comunidades de villa y tierra. 
En 1085, después de cuatro años de asedio, Toledo se rindió pacíficamente el 6 de mayo, después de garantizar a los musulmanes que se respetarían sus personas y bienes y que se les permitiría seguir en posesión de la mezquita mayor. Por su parte, los toledanos se comprometían a abandonar las fortalezas y el alcázar. El 25 de mayo del mismo año, Alfonso VI entró en la ciudad.

## Consecuencias
Después de la conquista de esta Taifa, León pasó a ser más poderoso y dio pie a la inversión de fuerzas entre cristianos y musulmanes en la península ibérica.
Alfonso VI conquistó Valencia con las tropas de Alvar Fáñez, que quedó encargado de la defensa para que Al-Qádir pudiera gobernar el la taifa valenciana. Al-Qádir participó en el sitio de Játiva para garantizar su reconocimiento como rey por el valí de Játiva. Su fracaso provocó que Játiva pasara a ser controlada por Al Mundir Imad-ad-Dawla, quien atacó Valencia.
Al-Qádir consiguió el apoyo financiero de Abu Abd al-Rahman ibn Tahir, antiguo rey de Murcia, exiliado en Valencia desde que fuera conquistada por Al-Mu'tamid. Gracias a esta alianza pudo resistir.
Cuando los almorávides iniciaron la conquista de la península llamados por Al-Mu'tamid, Al-Qádir creyó que su ciudad estaba en peligro y contrató a el Cid para que protegiera su ciudad de los almorávides.